# 羅托魯阿湖
38°05′S 176°16′E / 38.083°S 176.267°E

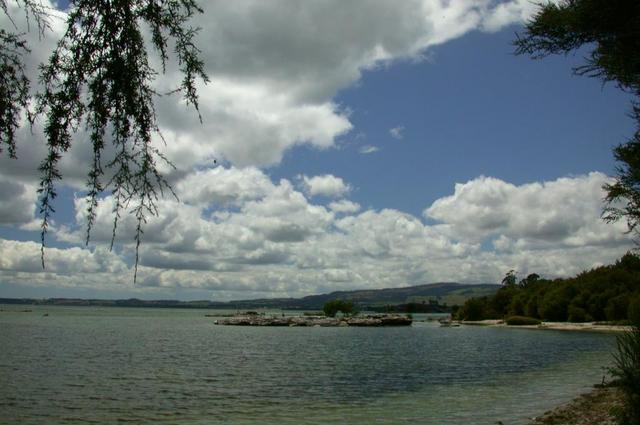

羅吐魯阿湖（英語：Lake Rotorua）是紐西蘭的湖泊，位於北島，由羅托路亞負責管轄，長12.1公里、寬9.7公里，面積79.8平方公里，海拔高度280米，平均水深10米，最大水深45米。